# Strokinka
Strokinka (en rus: Строкинка) és un poble (un possiólok) de l'óblast de Sverdlovsk, a Rússia, segons el cens del 2010 tenia 56 habitants.